# 리스펙트 (2018년 영화)
"리스펙트"(Respect)는 한국에서 제작된 심재희 감독의 2018년 다큐멘터리 영화이다. 더 콰이엇 등이 주연으로 출연하였고 강병원 등이 제작에 참여하였다.

## 출연

### 주연
- 더 콰이엇
- 도끼
- 딥플로우
- MC 메타
- 빈지노
- San E
- 스윙스
- 제리케이
- JJK
- 타이거 JK
- 팔로알토
- 허클베리피
- 김봉현

## 기타
- 투자총괄: 김재민
- 프로듀서: 류제형
- 제작이사: 박서연
- 제작지원: 김충일
- 투자진행: 김태원
- 투자진행: 김다한
- 투자진행: 김무연
- 투자진행: 정현목
- 투자진행: 차효은
- 조감독: 김상태
- 음향: 이지혜
- 믹싱: 김필수
- 믹싱: 정민주
- 사운드: 김필수
- 사운드: 정민주
- 시각효과: 정가비